# Dicliptera rogersii
Dicliptera rogersii là một loài thực vật có hoa trong họ Ô rô. Loài này được Turrill mô tả khoa học đầu tiên năm 1911.